# ويلز في العصر الروماني

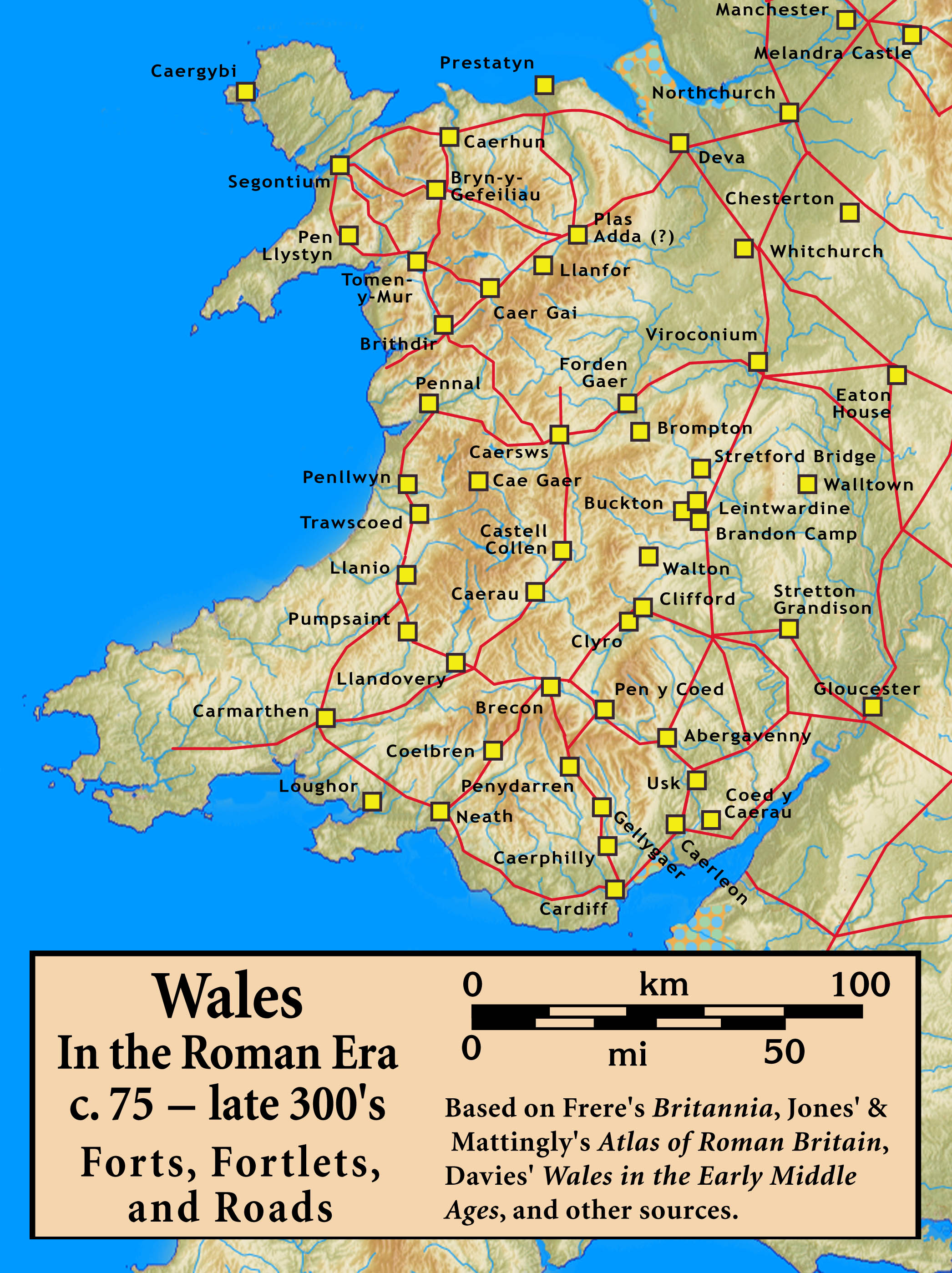

تاريخ ويلز في العصر الروماني بدأ في عام 48 ميلادي بغزو عسكري لبريطانيا الرومانية على يد الحاكم الإمبراطوري. اكتمل الغزو بحلول عام 78 قبل الميلاد، واستمر الحكم الروماني فيها حتى عام 383 ميلادي حين تم التخلي عن هذه المنطقة.
كان الحكم الروماني في ويلز احتلالًا عسكريًا، باستثناء المنطقة الساحلية الجنوبية في جنوب ويلز شرق شبه جزيرة غور، حيث يوجد إرثٌ من الرومنة، وبعض المواقع الجنوبية مثل كارمارثين. كانت كارونت المدينةَ الوحيدة التي أسسها الرومان في ويلز وهي تقع في جنوبها. كانت ويلز مصدرًا غنيًا للثروة المعدنية، وقد استخدم الرومان تقنيتهم الهندسية لاستخراج كميات كبيرة من الذهب والنحاس والرصاص، بالإضافة إلى كميات متواضعة من بعض المعادن الأخرى مثل الزنك والفضة.
كانت حملات الفتح الرومانية معروفة على نطاق واسع وقتها، وذلك بسبب دفاعهم الحماسي غير الناجح عن أوطانهم من قبل قبيلتين أصليتين، هما لبسيليورس والأوردوفايسيس. إلى جانب العديد من الاكتشافات الرومانية على طول الساحل الجنوبي، تكونت معظم البقايا الرومانية في ويلز تقريبًا من الطرق والتحصينات العسكرية.

## بريطانيا في عام 47 قبل الميلاد
عشية الغزو الروماني لويلز، كان الجيش الروماني في عهد الحاكم أولوس بلوتيوس يسيطر على كل من جنوب شرق بريطانيا ودومينونيا، بما في ذلك أراضي ميدلاند الإنجليزية المنخفضة حتى مصب نهر دي ونهر المرزي، وكان هناك تفاهم مع البريغناتيين في الشمال. سيطروا على معظم الجزر الغنية في المنطقة، وأيضًا على الكثير من تجارتها ومواردها.
في ويلز، شملت القبائل المعروفة (قد تكون القائمة غير مكتملة) الأوردوفايسيس والديتشانغلي في الشمال، والسيليورس والديميتي في الجنوب.  أظهر علم الآثار مقترنًا بالحسابات اليونانية والرومانية القديمة أنه قد كان هناك استغلال للموارد الطبيعية، مثل النحاس، والذهب، والقصدير، والرصاص، والفضة، في مواقع متعددة في بريطانيا، بما فيها ويلز. بغض النظر عن ذلك، لا يُعرف إلا القليل عن القبائل الويلزية في هذا العصر.

## الغزو والفتح
في عام 47 أو 48 قبل الميلاد، هاجم الحاكم الجديد بوبليوس أوستوريوس سكابولا قبيلة الديتشانغلي على طول الساحل الشمالي الشرقي من ويلز، ودمّر أراضيهم. شن حملات ناجحة ضد السيليورس والأوردوفايسيس، كان أبرز ملامحها حينما قاد كاراتاكوس القبيلتين ضده. توفي سكابيولا في عام 52 قبل الميلاد، أي في نفس العام الذي هُزم فيه أحد الجحافل الرومانية على يد قبائل السيليورس. ترك سكابولا بعده عددًا من المحافظين الذين حققوا مكاسب ثابتة ولكنها كانت غير حاسمة ضد القبيلتين. عندما كان غايوس سواتونيوس بولينوس يخوض عملية غزو جزيرة أنغلزي في عام 60 ميلادي، نشأ تمرد بقيادة بوديكا في الشرق ما سبب تأخيرًا في الفتح الأخير لويلز.
أعقب ذلك عقد من السلام النسبي بينما كان اهتمام الإمبراطور الروماني متركزًا على أماكن أخرى. عندما استُؤنف التوسع في ويلز في عام 73 قبل الميلاد، كان التقدم الروماني ثابتًا وناجحًا تحت حكم سيكستوس يوليوس فرونتينوس، الذي هزم قبائل السيليورس بشكل حاسم، تبعها نجاح نيياس جولياس أغريقولا في هزيمة الأوردوفايسيس، وفي استكمال غزو جزيرة أنغلزي في 77-78 قبل الميلاد.
لم يكن هناك أي مؤشر على أي حملات رومانية ضد الديميتي، ولم تكن أراضيهم ضمن سلسلة الحصون، ولا زحفت فيها الطرق، ما يشير إلى أنهم أعلنوا سلامهم بسرعة مع روما. كان الحصن الرئيسي في أراضيهم في بلدة موريدونوم (كارمارثين الحديثة)، التي بُنيت في عام 75 قبل الميلاد، وأصبحت مركز سيفيتاس روما. الديميتي هي القبيلة الويلزية الوحيدة ما قبل الرومانية التي خرجت من الحكم الروماني مع الحفاظ على اسمها.

## ويلز في المجتمع الروماني

### التعدين
كانت الثروة المعدنية في بريطانيا معروفة جيدًا حتى قبل الغزو الروماني وكانت واحدة من الفوائد المتوقعة من الغزو. كانت جميع عمليات استخراج المعادن تقع تحت رعاية الدولة وتحت السيطرة العسكرية، إذ كانت حقوق المعادن ملكًا للإمبراطور. سرعان ما وجد عملاؤه في ويلز رواسب كبيرة من الذهب والنحاس والرصاص، بالإضافة إلى بعض الزنك والفضة. استُخرج الذهب من دولوكوثي قبل الغزو، ولكن طُبّقت الهندسة الرومانية لزيادة الكمية المستخرجة، ولاستخراج المعادن الأخرى بكميات أضخم. استمر العمل على ذلك حتى أصبحت عملية الاستخراج غير عملية أو غير مربحة، وحينها تم التخلي عن التعدين.
بذل العلماء جهودًا لتقدير قيمة المعادن المستخرجة في أثناء فترة الاقتصاد الروماني، ولتحديد الوقت الذي كان فيه الاحتلال الروماني لبريطانيا «مربحًا» للإمبراطورية. في حين أن هذه الجهود لم تسفر عن نتائج حتمية، كانت الفوائد العائدة على روما كبيرة. ربما كان إنتاج الذهب لوحده في دولوكوثي ذا أهمية اقتصادية.

### الإنتاج الصناعي
تركز إنتاج السلع لأغراض التجارة والتصدير في بريطانيا الرومانية في المناطق الجنوبية والشرقية، وتقريبًا لم يكن هناك أي إنتاج في ويلز.
يُعزى ذلك بشكل كبير إلى الظروف المتوفرة، إذ يتركز تطويع الحديد بالقرب من إمدادات الحديد، وسبائك البيوتر (قصدير مع بعض الرصاص أو النحاس) بالقرب من إمدادات القصدير والتربة المناسبة (لهذه السبائك)، ومجموعات من أفران الفخار الواقعة بالقرب من التربة الطينية المناسبة، وأفران تجفيف الحبوب الموجودة في المناطق الزراعية حيث هناك تربية أغنام (من أجل الصوف)، ويتركز إنتاج الملح في مواقعه التاريخية قبل الغزو الروماني. كانت مواقع صناعة الزجاج موجودة في المراكز الحضرية أو بالقرب منها.
في ويلز، لم تكن أي من المواد المطلوبة متوفرة في تركيبة مناسبة، إذ لم يكن الجو الريفي الجبلي المكسو بالغابات مناسبًا لمثل هذا النوع من الصناعات.
شغّل الجيش الروماني أولًا مجموعة من المقطورات لصناعة البلاط، الكبيرة والصغيرة منها، من أجل تلبية احتياجاته الخاصة، وهكذا كانت هناك مواقع مؤقتة للتصنيع حيثما ذهب الجيش ووجد تربة مناسبة. وشمل ذلك بضعة أماكن في ويلز. على أي حال، ومع نمو التأثير الروماني، تمكن الجيش من الحصول على البلاط من مصادر مدنية حددت أفرانها في المناطق المنخفضة الحاوية على تربة جيدة، ثم شحنوا البلاط إلى أي مكان بحاجة إليه.

### الرومنة
احتل الرومان كامل المنطقة المعروفة الآن باسم ويلز، حيث بنوا الطرق والكاسترا، واستخرجوا الذهب في لوينتينوم وتاجروا به، إلا أن اهتمامهم بالمنطقة كان محدودًا بسبب الصعوبة الجغرافية ونقص الأراضي الزراعية المسطحة. كانت معظم البقايا الرومانية في ويلز عسكرية بطبيعتها. ربط سارن هيلين، وهو طريق سريع رئيسي، شمالَ ويلز بجنوبها.
كانت المنطقة تحت سيطرة قواعد الفيلق الروماني في ديفا فيكتريكس (تشيستر الحديثة) وإيسكا أوغوستا (كيرلون)، وهما اثنتان من القواعد الثلاث في بريطانيا الرومانية، مع طرق تربط هذه القواعد بالحصون الاحتياطية مثل سيغونتيوم (كارنارفون) وموريدونوم (كارمارثين).
علاوة على ذلك، كان جنوب شرق ويلز أكثر جزء تعرض للرومنة من البلد. من المحتمل أن الأملاك الرومانية في المنطقة قد بقيت بصفتها وحدات معترف بها في القرن الثامن: من المحتمل أن تكون مملكة غوينت قد تأسست على يد سلالة مباشرة من الطبقة الحاكمة السيلورية (المُرَومنة).
من أفضل المؤشرات الدالة على تغلغل الثقافة الرومانية وجود المواقع الحضرية (المناطق التي تضم البلدات، والمستعمرات، والسيفيتاتس القبلي) والفيلات في المناطق الريفية. في ويلز، ينطبق ذلك فقط على المنطقة الساحلية الواقعة في أقصى الجنوب الشرقي في جنوب ويلز. إذ كانت السيفيتاتس الوحيدة في ويلز موجودة في كارمارثين وكايرونت. كان هناك ثلاثة مواقع حضرية صغيرة بالقرب من كايرونت، وكانت هي والمونماوث الرومانية المراكز «الحضرية» الأخرى الوحيدة في ويلز.
في جنوب غرب موطن قبيلة الديميتي، صُنفت عدة مواقع على أنها كانت فيلات في الماضي، ولكن عمليات التنقيب عنها وفحص المواقع التي لم يتم التنقيب عنها حتى الآن يشيران إلى أنها مساكن عائلية ما قبل الغزو الروماني، والتي جُددت أحيانًا عبر التقنية الرومانية (مثل حجارة البناء)، ولكن تبقى ذات طابع أصلي مختلف تمامًا عن الفيلات الحقيقية المستوحاة من الرومان والموجودة في الشرق، كما هو الحال في أكسفوردشير.
ربما كان من المدهش أن وجود النقوش اللاتينية التي تعود إلى العصر الروماني لا يوحي بالرومنة الكاملة. تُوجد هذه النقوش بكثرة في المناطق العسكرية، أما وجودها في أماكن أخرى فقد كان معتمدًا على وجود النحاتين، بالإضافة إلى الرعاية. أنتج مجمع الحصن الروماني في تومين إي مور بالقرب من ساحل شمال غرب ويلز كتابات أكثر من كل من سيغونتيوم (كارنارفون الحديثة) أو نوفيوماغوس ريجينوروم (تشيتشستر).

## الدين
لا يوجد أي دليل يلقي الضوء على ممارسات دينية في ويلز خلال العهد الروماني، باستثناء الرواية القصصية حول مظهر قوم درويد جزيرة أنغلزي الغريب وعاداتهم المتعطشة للدماء التي رواها تاسيتس في أثناء فتح ويلز. من حسن حظ سمعة روما أن تاسيتس وصف الدرويد بأنهم مروعين، وإلا لكان ذلك قصة عن المذبحة الرومانية التي راح ضحيتها العديد من الرجال والنساء العزل. يشير احتمال الدعاية المتحيزة مقترنًا بالنداء إلى المصالح الجشعة إلى أن الرواية تثير الشبهات.[بحاجة لمصدر]
لم تكن المنطقة الويلزية في بريطانيا ذات أهمية بالنسبة إلى الثقافة الرومانية على الجزيرة، فهي تقريبًا لا تحتوي على أي مبان ذات صلة بالممارسات الدينية، إلا في مناطق وجود الجيش الروماني، وذلك يعكس ممارسات الجنود غير المحليين. شُيدت جميع المواقع الدينية المحلية من الخشب الذي لم يستطع الصمود، لذا فقد كان من الصعب تحديد أي من مواقعها في بريطانيا، ناهيك عن طبيعة ويلز الجبلية المغطاة بالغابات.
إن وقت وصول المسيحية إلى ويلز غير معروف. يشير علم الآثار إلى أنها دخلت إلى بريطانيا الرومانية ببطء، مكتسبةً أتباعًا بين تجار السواحل وأصحاب الطبقات العليا، ولكنها في العصر الروماني لم تتخطَّ حدود الجنوب الشرقي. بالإضافة إلى ذلك، هناك أدلة تشير إلى الإخلاص غير المسيحي في أجزاء من بريطانيا، كما في المناطق العليا من مصب نهر سيفورن في القرن الرابع، من غابة دين شرق النهر باستمرار حول ساحل مصب النهر وحتى مقاطعة سومرست.
في التدمير والفتح البريطاني (دي إكسيديو إي كونكيستو بريتاناي) المكتوبة في عام 540 تقريبًا، يقدم غيلداس قصة استشهاد القديس ألبان في فيرولاميوم، واستشهاد القديسين يوليوس وآرون في ليجيونوم أوربيس، «مدينة الفيلق»، فيقول إن ذلك قد حدث في أثناء اضطهاد المسيحيين في وقت صدرت فيه «مراسيم» ضدهم. يعيد بيدا القصة في التاريخ الكنسي، المكتوب في عام 731 تقريبًا.
هناك ملاحظة بين قوسين حول القديس باتريك، القديس الراعي لأيرلندا. كان بريطونيًا من مواليد عام 387 تقريبًا في بانا سانتاي فيرتا، وهو موقع غير معروف بسبب أخطاء النسخ في المخطوطات الباقية. يُعد موطنه محض تخمين، فبعضهم يذكر مواقع بالقرب من كارلايل، بينما يذكر البعض الأخر جنوب ويلز الساحلية.

## نهاية العهد الروماني
تحكي الروايات التاريخية عن الاضطرابات التي شهدتها الإمبراطورية الرومانية خلال القرنين الثالث والرابع، مع ملاحظة انسحاب القوات من بريطانيا الرومانية دعمًا للطموحات الإمبريالية للجنرالات الرومانيين المتمركزين هناك. في معظم ويلز، حيث كانت القوات الرومانية المؤشرَ الوحيد على الحكم الروماني، انتهى الحكم بمغادرة هذه القوات وعدم رجوعها. جاءت النهاية إلى مناطق مختلفة في أوقات مختلفة.

## وصلات خارجية
- Royal Commission on the Ancient and Historical Monuments of Wales
- Roman Wales on the RCAHMW website
- Clwyd-Powys Archaeological Trust info on Roman Wales